# MGCP

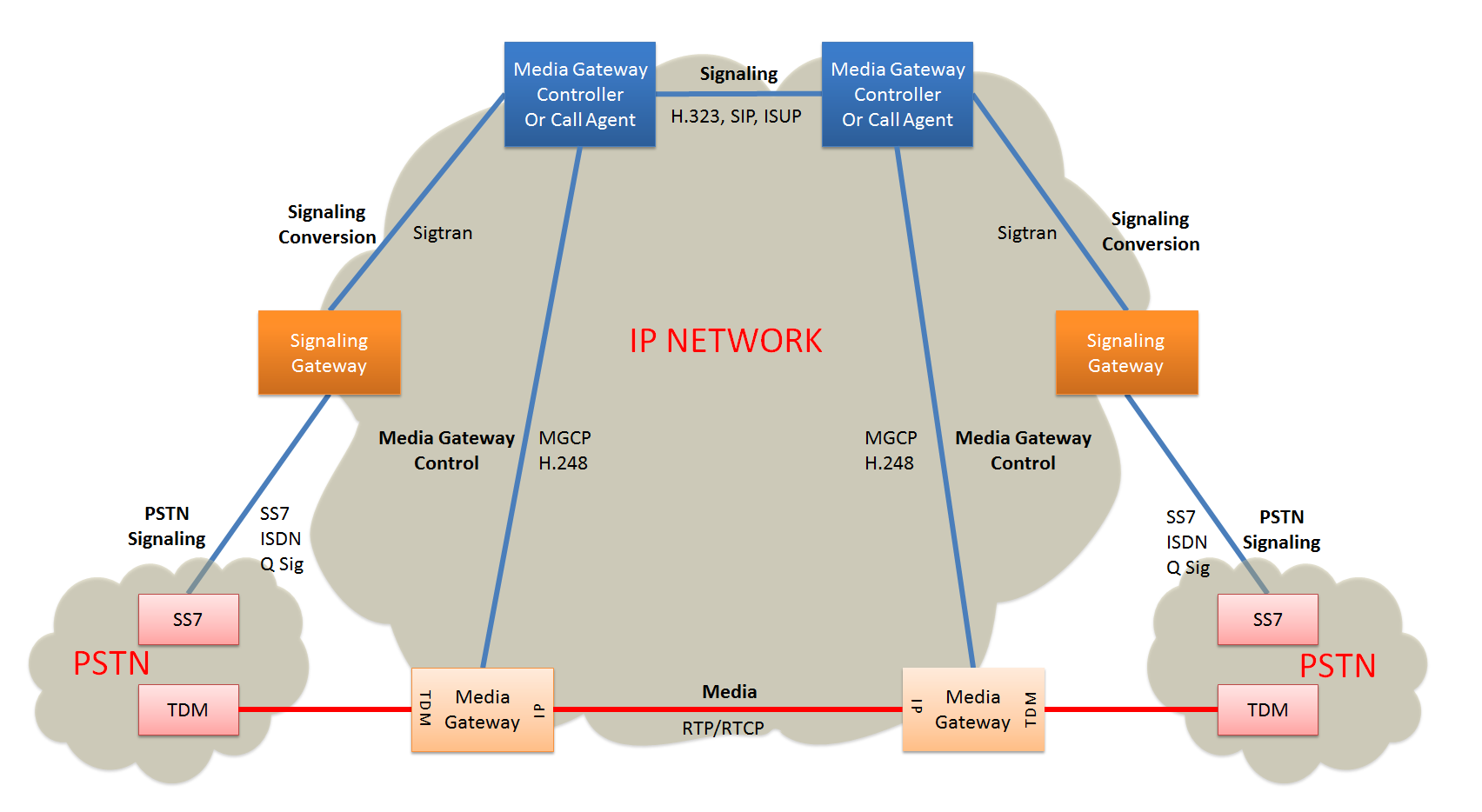
Sơ đồ hoạt động của giao thức MGCP

MGCP (viết tắt của cụm từ tiếng Anh Media Gateway Control Protocol) là giao thức cho phép điều khiển lệnh các GW thông qua các thành phần điều khiển nằm bên ngoài mạng. MGCP sử dụng mô hình kết nối tương tự như SGCP dựa trên các kết nối cơ bản giữa thiết bị đầu cuối và GW. Các kết nối có thể là kết nối điểm-điểm hoặc kết nối đa điểm.
Ngoài chức năng điều khiển như SGCP, MGCP còn cung cấp thêm các chức năng sau:
- Endpoint Configuration: Call Agent dùng lệnh này để yêu cầu GW xácđịnh kiểu mã hóa ở phía đường dây kết nối đến thiết bị đầu cuối.
- Auditendpoint và Auditconnection: Call Agent dùng lệnh này để kiểm tra trạng thái và sự kết nối ở thiết bị đầu cuối.
- Restartin-progress: GW dùng lệnh này để thông báo với Call Agent khi nào các thiết bị đầu cuối ngừng sử dụng dịch vụ và khi nào quay lại sử dụng dịch vụ.